# Oxelösunds Sjöfartsmuseum
Oxelösunds Sjöfartsmuseum har samlingar från sjöfartens historia i Oxelösunds närhet. I museet, som är inrymt i en fastighet vid hamnen i Oxelösund, finns bland annat utställningar om Oxelösunds hamn genom tiderna, lotsverksamheten från ön Hävringe och om Grängesrederiets totalt 84 fartyg som under nästan 80 år trafikerade världens hav. 
Museet drivs av den ideella intresseorganisationen Klubb Maritims lokalförening i Oxelösund. Föreningen har även sin klubblokal i fastigheten.

## Bilder från museet

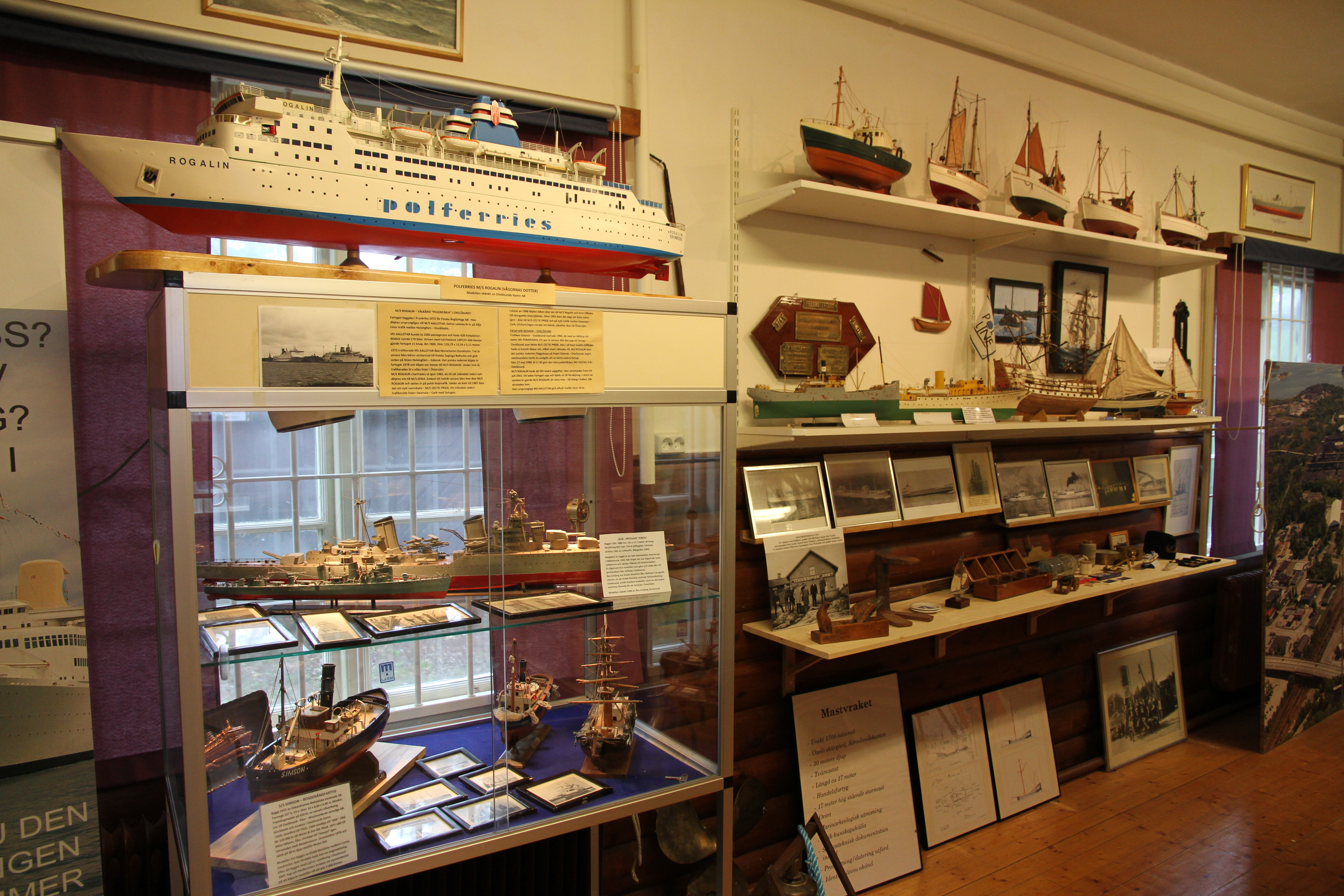
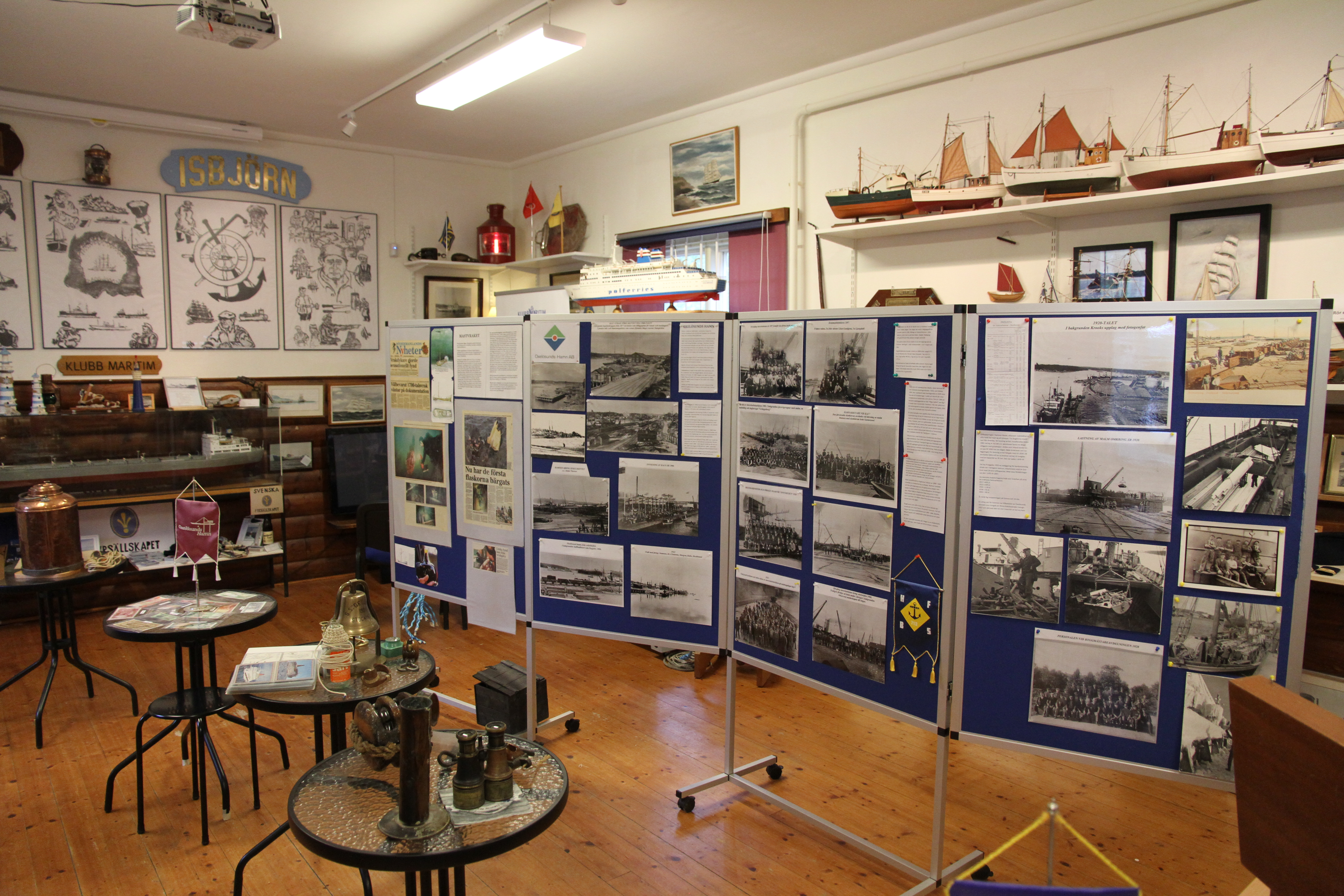
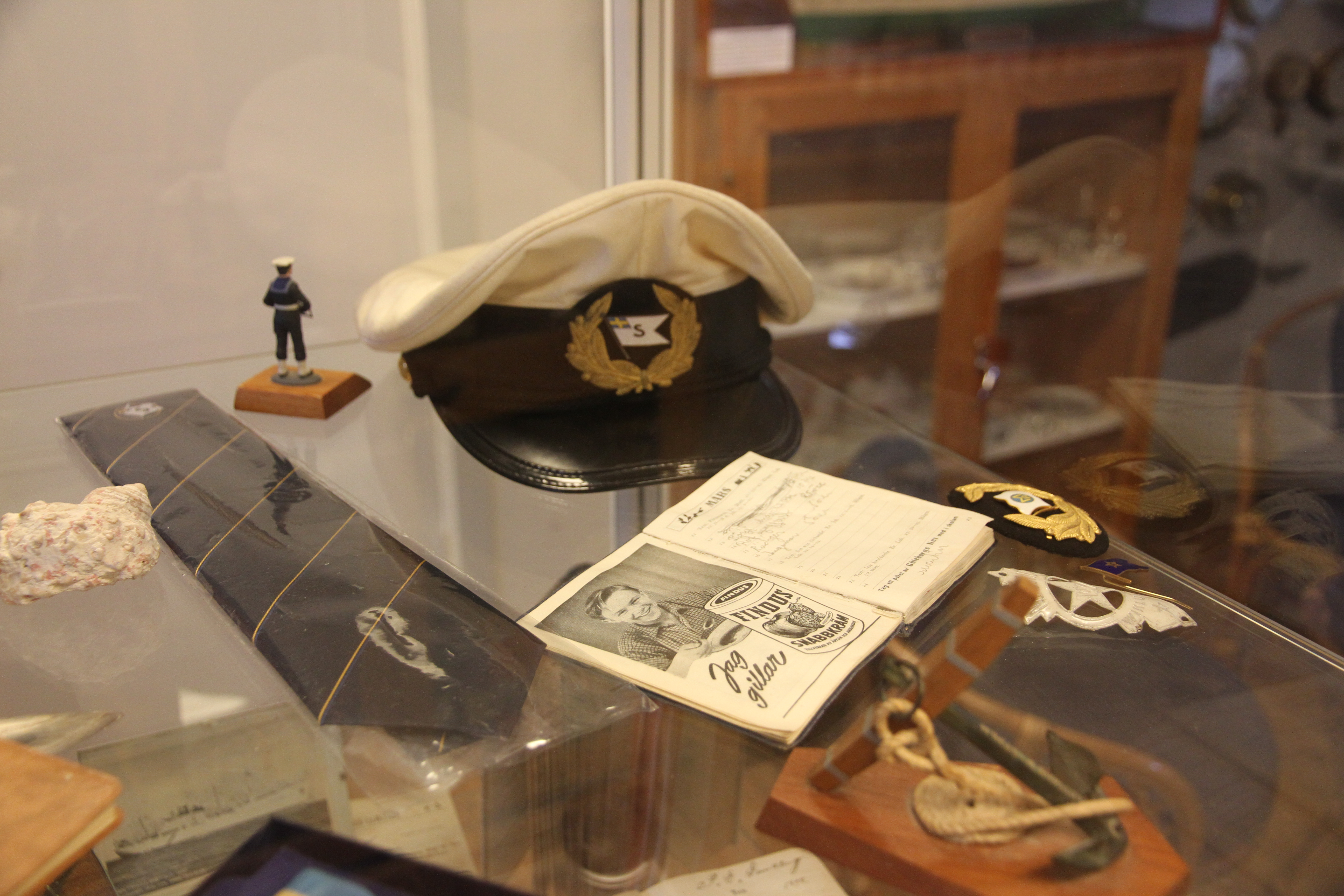